# Cryptodira
Los criptodiros (Cryptodiraes) son un suborden de tortugas que incluye a la mayoría de las tortugas marinas y terrestres. Los criptodiros difieren de los pleurodiros, o tortugas de cuello lateral, en que solo descienden el cuello y lo contraen directamente, de forma recta, para esconderlo dentro del escudo óseo, en lugar de girar el cuello y la cabeza de forma lateral para poder esconderlo dentro del escudo óseo. 

## Taxonomía

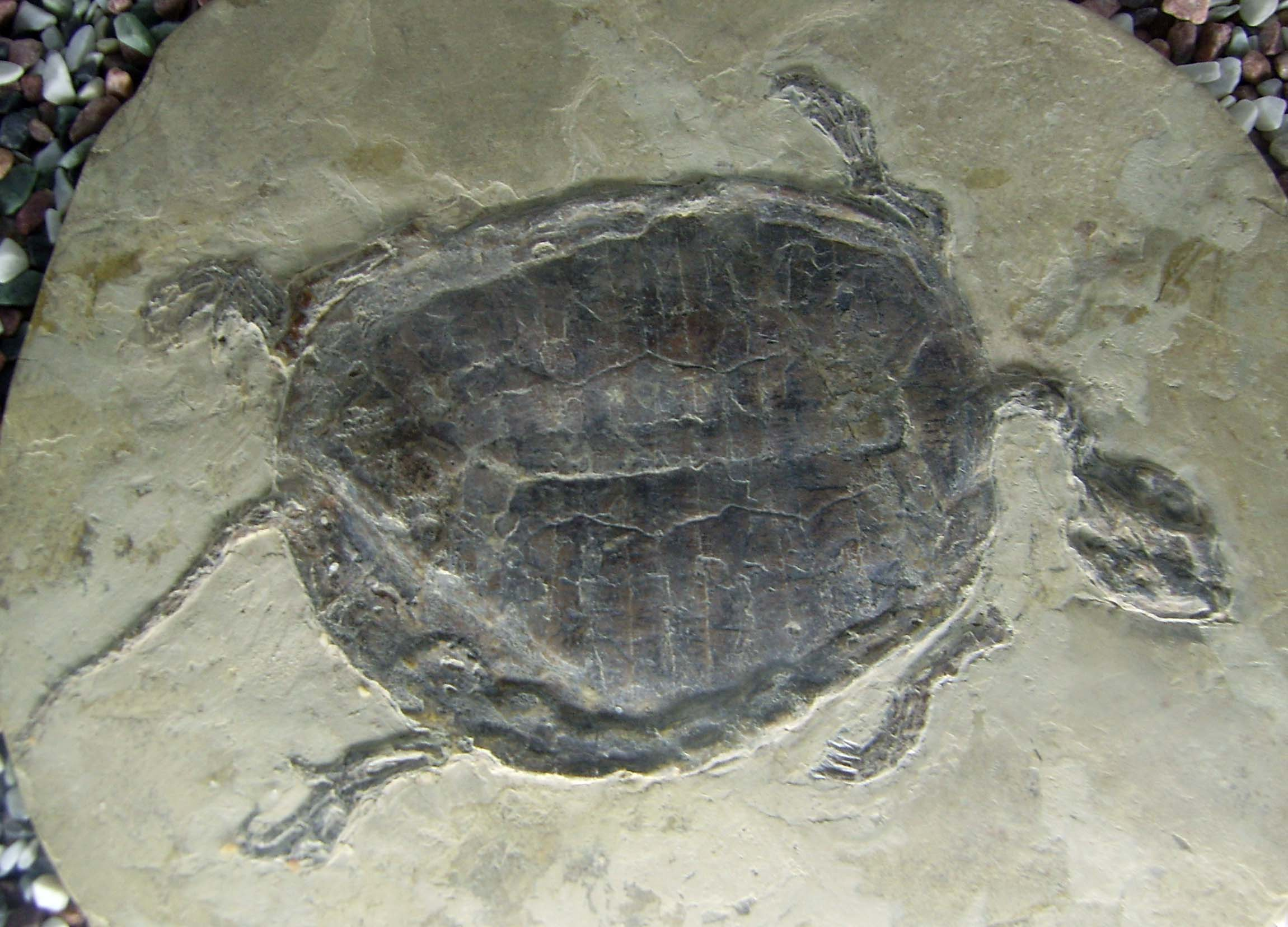
Manchurochelys liaoxiensis (paracriptodiro).

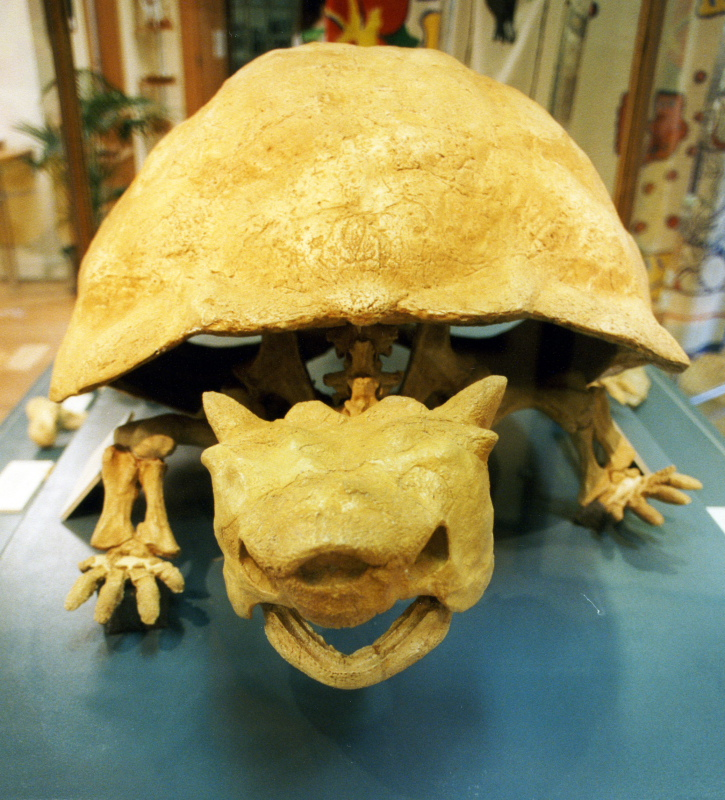
Meiolania platyceps, un primitivo eucriptodiro.

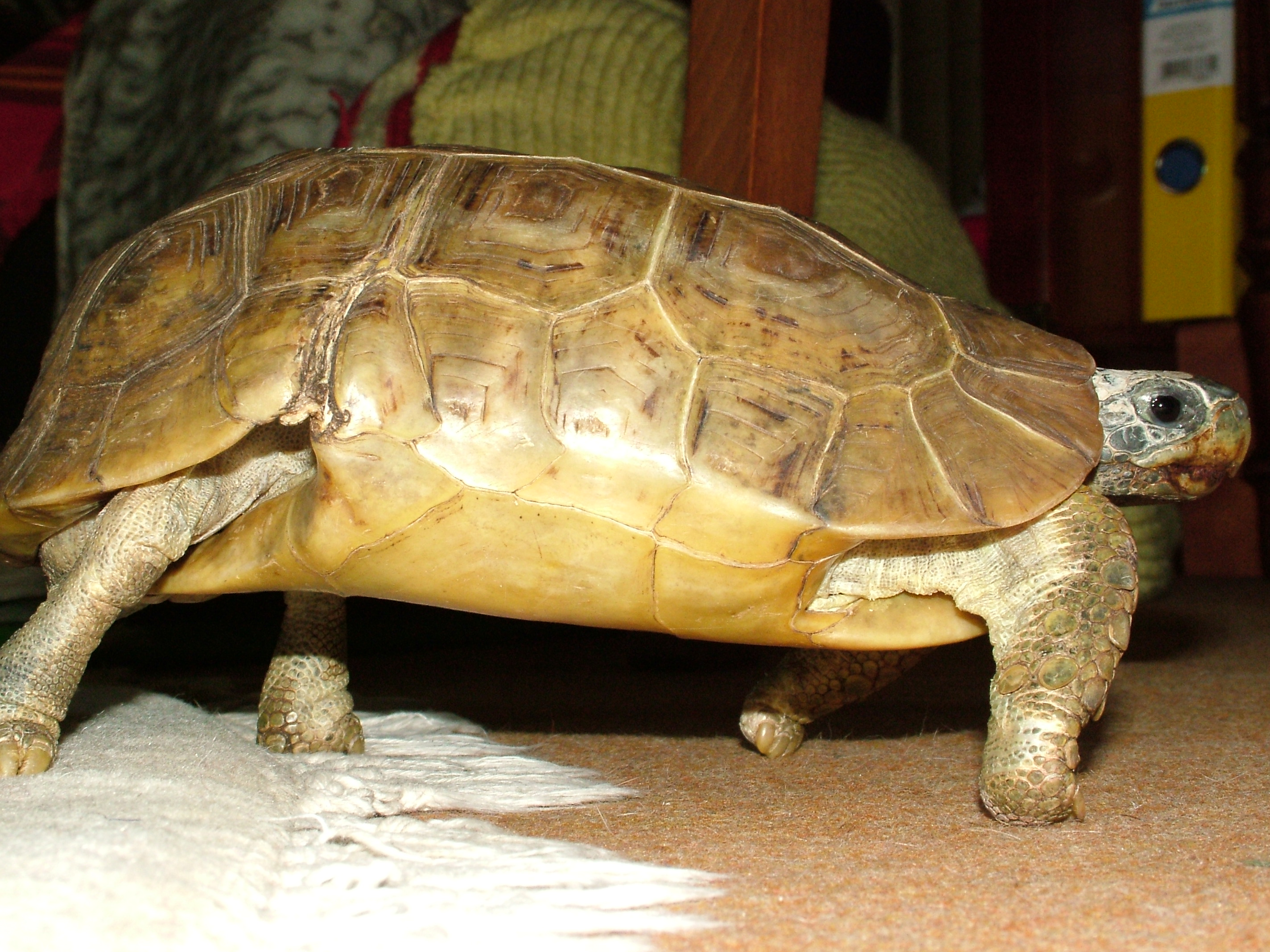
Kinixys belliana (Testudinidae)...

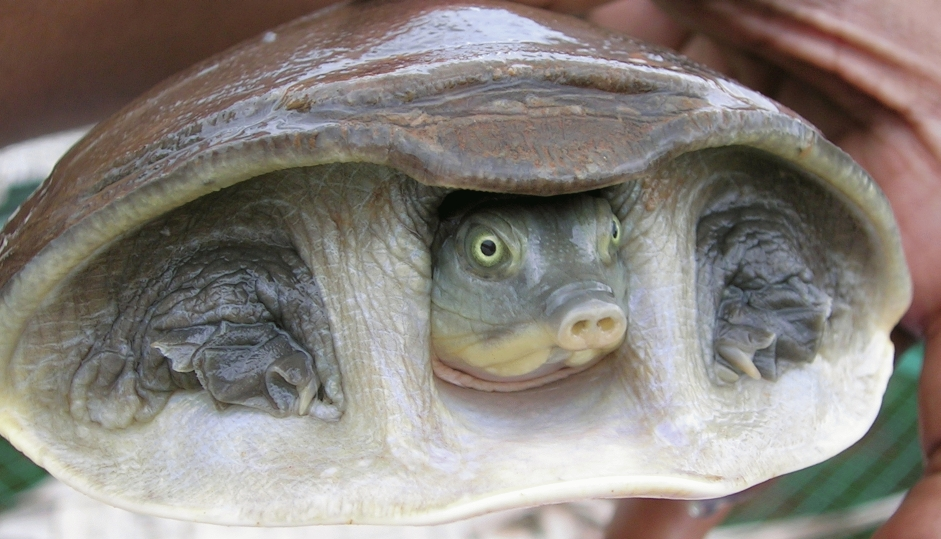
... y Lissemys punctata (Trionychidae) son eucriptodiros muy derivados.

Los criptodiros se clasifican como sigue:
- Géneros basales
  - Indochelys † (a veces Familia Indochelyidae)
  - Kayentachelys † (a veces Familia Kayentachelyidae)
  - Larachelus[2] †
- Infraorden Paracryptodira †
  - Familias basales e incertae sedis
    - Familia Kallokibotiidae
    - Familia Mongolochelyidae
    - Familia Pleurosternidae
    - Familia Solemydidae

  - Superfamilia Baenoidea
    - Familia Baenidae
    - Familia Macrobaenidae
    - Familia Neurankylidae
- Infraorden Eucryptodira
  - Familias basales e incertae sedis
    - Familia Bashuchelyidae[3] †
    - Familia Eurysternidae †
    - Familia Plesiochelyidae †
    - Familia Xinjiangchelyidae[4][5] †

  - Clado Centrocryptodira
    - Sinemys wuerhoensis †
    - Chubutemys † (Meiolaniidae?)
    - Familia Meiolaniidae †
    - Osteopygis †
    - Familia Macrobaenidae † (parafilético? Tal vez pertenece a Paracryptodira)
    - Familia Sinemydidae † (parafilético)
    - Judithemys †
    - Hangaiemys ("Macrobaenidae"?)
    - Superfamilia Trionychoidea
      - Familia Adocidae †
      - Familia Carettochelyidae
      - Familia Trionychidae

    - Clado Durocryptodira
      - Superfamilia Chelonioidea - tortugas marinas
        - Familia Protostegidae †
        - Familia Thalassemyidae †
        - Familia Toxochelyidae †
        - Familia Cheloniidae
        - Familia Dermochelyidae

      - Planetochelys †
      - Superfamilia Testudinoidea
        - Familia Haichemydidae †
        - Familia Lindholmemydidae †
        - Familia Sinochelyidae †
        - Familia Emydidae
        - Familia Geoemydidae
        - Familia Testudinidae
        - Familia Platysternidae

      - Superfamilia Kinosternoidea
        - Familia Chelydridae
        - Familia Kinosternidae
        - Familia Dermatemydidae

## Filogenia
Los análisis genéticos y morfológicos combinados han dado la siguiente filogenia entre las familias existentes:
| Testudinidae |
|              |
| Geoemydidae  |
|              |

| Platysternidae |
|                |
| Emydidae       |
|                |

| Testudinidae |
|              |
| Geoemydidae  |
|              |

| Platysternidae |
|                |
| Emydidae       |
|                |

| Testudinidae |
|              |
| Geoemydidae  |
|              |

| Platysternidae |
|                |
| Emydidae       |
|                |

| Testudinidae |
|              |
| Geoemydidae  |
|              |

| Platysternidae |
|                |
| Emydidae       |
|                |

|  | Chelydridae                                                      |
|  |                                                                  |
|  | \| \| Dermatemydidae \| \| \| \| \| \| Kinosternidae \| \| \| \| |
|  |                                                                  |
|  | Dermatemydidae                                                   |
|  |                                                                  |
|  | Kinosternidae                                                    |
|  |                                                                  |

|  | Dermatemydidae |
|  |                |
|  | Kinosternidae  |
|  |                |

| Dermochelyidae |
|                |
| Cheloniidae    |
|                |

|  | Chelydridae                                                      |
|  |                                                                  |
|  | \| \| Dermatemydidae \| \| \| \| \| \| Kinosternidae \| \| \| \| |
|  |                                                                  |
|  | Dermatemydidae                                                   |
|  |                                                                  |
|  | Kinosternidae                                                    |
|  |                                                                  |

|  | Dermatemydidae |
|  |                |
|  | Kinosternidae  |
|  |                |

| Dermochelyidae |
|                |
| Cheloniidae    |
|                |

| Testudinidae |
|              |
| Geoemydidae  |
|              |

| Platysternidae |
|                |
| Emydidae       |
|                |

| Testudinidae |
|              |
| Geoemydidae  |
|              |

| Platysternidae |
|                |
| Emydidae       |
|                |

| Testudinidae |
|              |
| Geoemydidae  |
|              |

| Platysternidae |
|                |
| Emydidae       |
|                |

| Testudinidae |
|              |
| Geoemydidae  |
|              |

| Platysternidae |
|                |
| Emydidae       |
|                |

|  | Chelydridae                                                      |
|  |                                                                  |
|  | \| \| Dermatemydidae \| \| \| \| \| \| Kinosternidae \| \| \| \| |
|  |                                                                  |
|  | Dermatemydidae                                                   |
|  |                                                                  |
|  | Kinosternidae                                                    |
|  |                                                                  |

|  | Dermatemydidae |
|  |                |
|  | Kinosternidae  |
|  |                |

| Dermochelyidae |
|                |
| Cheloniidae    |
|                |

|  | Chelydridae                                                      |
|  |                                                                  |
|  | \| \| Dermatemydidae \| \| \| \| \| \| Kinosternidae \| \| \| \| |
|  |                                                                  |
|  | Dermatemydidae                                                   |
|  |                                                                  |
|  | Kinosternidae                                                    |
|  |                                                                  |

|  | Dermatemydidae |
|  |                |
|  | Kinosternidae  |
|  |                |

| Dermochelyidae |
|                |
| Cheloniidae    |
|                |

| Carettochelyidae |
|                  |
| Trionychidae     |
|                  |

| Testudinidae |
|              |
| Geoemydidae  |
|              |

| Platysternidae |
|                |
| Emydidae       |
|                |

| Testudinidae |
|              |
| Geoemydidae  |
|              |

| Platysternidae |
|                |
| Emydidae       |
|                |

| Testudinidae |
|              |
| Geoemydidae  |
|              |

| Platysternidae |
|                |
| Emydidae       |
|                |

| Testudinidae |
|              |
| Geoemydidae  |
|              |

| Platysternidae |
|                |
| Emydidae       |
|                |

|  | Chelydridae                                                      |
|  |                                                                  |
|  | \| \| Dermatemydidae \| \| \| \| \| \| Kinosternidae \| \| \| \| |
|  |                                                                  |
|  | Dermatemydidae                                                   |
|  |                                                                  |
|  | Kinosternidae                                                    |
|  |                                                                  |

|  | Dermatemydidae |
|  |                |
|  | Kinosternidae  |
|  |                |

| Dermochelyidae |
|                |
| Cheloniidae    |
|                |

|  | Chelydridae                                                      |
|  |                                                                  |
|  | \| \| Dermatemydidae \| \| \| \| \| \| Kinosternidae \| \| \| \| |
|  |                                                                  |
|  | Dermatemydidae                                                   |
|  |                                                                  |
|  | Kinosternidae                                                    |
|  |                                                                  |

|  | Dermatemydidae |
|  |                |
|  | Kinosternidae  |
|  |                |

| Dermochelyidae |
|                |
| Cheloniidae    |
|                |

| Testudinidae |
|              |
| Geoemydidae  |
|              |

| Platysternidae |
|                |
| Emydidae       |
|                |

| Testudinidae |
|              |
| Geoemydidae  |
|              |

| Platysternidae |
|                |
| Emydidae       |
|                |

| Testudinidae |
|              |
| Geoemydidae  |
|              |

| Platysternidae |
|                |
| Emydidae       |
|                |

| Testudinidae |
|              |
| Geoemydidae  |
|              |

| Platysternidae |
|                |
| Emydidae       |
|                |

|  | Chelydridae                                                      |
|  |                                                                  |
|  | \| \| Dermatemydidae \| \| \| \| \| \| Kinosternidae \| \| \| \| |
|  |                                                                  |
|  | Dermatemydidae                                                   |
|  |                                                                  |
|  | Kinosternidae                                                    |
|  |                                                                  |

|  | Dermatemydidae |
|  |                |
|  | Kinosternidae  |
|  |                |

| Dermochelyidae |
|                |
| Cheloniidae    |
|                |

|  | Chelydridae                                                      |
|  |                                                                  |
|  | \| \| Dermatemydidae \| \| \| \| \| \| Kinosternidae \| \| \| \| |
|  |                                                                  |
|  | Dermatemydidae                                                   |
|  |                                                                  |
|  | Kinosternidae                                                    |
|  |                                                                  |

|  | Dermatemydidae |
|  |                |
|  | Kinosternidae  |
|  |                |

| Dermochelyidae |
|                |
| Cheloniidae    |
|                |

| Carettochelyidae |
|                  |
| Trionychidae     |
|                  |

| Testudinidae |
|              |
| Geoemydidae  |
|              |

| Platysternidae |
|                |
| Emydidae       |
|                |

| Testudinidae |
|              |
| Geoemydidae  |
|              |

| Platysternidae |
|                |
| Emydidae       |
|                |

| Testudinidae |
|              |
| Geoemydidae  |
|              |

| Platysternidae |
|                |
| Emydidae       |
|                |

| Testudinidae |
|              |
| Geoemydidae  |
|              |

| Platysternidae |
|                |
| Emydidae       |
|                |

|  | Chelydridae                                                      |
|  |                                                                  |
|  | \| \| Dermatemydidae \| \| \| \| \| \| Kinosternidae \| \| \| \| |
|  |                                                                  |
|  | Dermatemydidae                                                   |
|  |                                                                  |
|  | Kinosternidae                                                    |
|  |                                                                  |

|  | Dermatemydidae |
|  |                |
|  | Kinosternidae  |
|  |                |

| Dermochelyidae |
|                |
| Cheloniidae    |
|                |

|  | Chelydridae                                                      |
|  |                                                                  |
|  | \| \| Dermatemydidae \| \| \| \| \| \| Kinosternidae \| \| \| \| |
|  |                                                                  |
|  | Dermatemydidae                                                   |
|  |                                                                  |
|  | Kinosternidae                                                    |
|  |                                                                  |

|  | Dermatemydidae |
|  |                |
|  | Kinosternidae  |
|  |                |

| Dermochelyidae |
|                |
| Cheloniidae    |
|                |

| Testudinidae |
|              |
| Geoemydidae  |
|              |

| Platysternidae |
|                |
| Emydidae       |
|                |

| Testudinidae |
|              |
| Geoemydidae  |
|              |

| Platysternidae |
|                |
| Emydidae       |
|                |

| Testudinidae |
|              |
| Geoemydidae  |
|              |

| Platysternidae |
|                |
| Emydidae       |
|                |

| Testudinidae |
|              |
| Geoemydidae  |
|              |

| Platysternidae |
|                |
| Emydidae       |
|                |

|  | Chelydridae                                                      |
|  |                                                                  |
|  | \| \| Dermatemydidae \| \| \| \| \| \| Kinosternidae \| \| \| \| |
|  |                                                                  |
|  | Dermatemydidae                                                   |
|  |                                                                  |
|  | Kinosternidae                                                    |
|  |                                                                  |

|  | Dermatemydidae |
|  |                |
|  | Kinosternidae  |
|  |                |

| Dermochelyidae |
|                |
| Cheloniidae    |
|                |

|  | Chelydridae                                                      |
|  |                                                                  |
|  | \| \| Dermatemydidae \| \| \| \| \| \| Kinosternidae \| \| \| \| |
|  |                                                                  |
|  | Dermatemydidae                                                   |
|  |                                                                  |
|  | Kinosternidae                                                    |
|  |                                                                  |

|  | Dermatemydidae |
|  |                |
|  | Kinosternidae  |
|  |                |

| Dermochelyidae |
|                |
| Cheloniidae    |
|                |

| Carettochelyidae |
|                  |
| Trionychidae     |
|                  |

| Testudinidae |
|              |
| Geoemydidae  |
|              |

| Platysternidae |
|                |
| Emydidae       |
|                |

| Testudinidae |
|              |
| Geoemydidae  |
|              |

| Platysternidae |
|                |
| Emydidae       |
|                |

| Testudinidae |
|              |
| Geoemydidae  |
|              |

| Platysternidae |
|                |
| Emydidae       |
|                |

| Testudinidae |
|              |
| Geoemydidae  |
|              |

| Platysternidae |
|                |
| Emydidae       |
|                |

|  | Chelydridae                                                      |
|  |                                                                  |
|  | \| \| Dermatemydidae \| \| \| \| \| \| Kinosternidae \| \| \| \| |
|  |                                                                  |
|  | Dermatemydidae                                                   |
|  |                                                                  |
|  | Kinosternidae                                                    |
|  |                                                                  |

|  | Dermatemydidae |
|  |                |
|  | Kinosternidae  |
|  |                |

| Dermochelyidae |
|                |
| Cheloniidae    |
|                |

|  | Chelydridae                                                      |
|  |                                                                  |
|  | \| \| Dermatemydidae \| \| \| \| \| \| Kinosternidae \| \| \| \| |
|  |                                                                  |
|  | Dermatemydidae                                                   |
|  |                                                                  |
|  | Kinosternidae                                                    |
|  |                                                                  |

|  | Dermatemydidae |
|  |                |
|  | Kinosternidae  |
|  |                |

| Dermochelyidae |
|                |
| Cheloniidae    |
|                |

| Testudinidae |
|              |
| Geoemydidae  |
|              |

| Platysternidae |
|                |
| Emydidae       |
|                |

| Testudinidae |
|              |
| Geoemydidae  |
|              |

| Platysternidae |
|                |
| Emydidae       |
|                |

| Testudinidae |
|              |
| Geoemydidae  |
|              |

| Platysternidae |
|                |
| Emydidae       |
|                |

| Testudinidae |
|              |
| Geoemydidae  |
|              |

| Platysternidae |
|                |
| Emydidae       |
|                |

|  | Chelydridae                                                      |
|  |                                                                  |
|  | \| \| Dermatemydidae \| \| \| \| \| \| Kinosternidae \| \| \| \| |
|  |                                                                  |
|  | Dermatemydidae                                                   |
|  |                                                                  |
|  | Kinosternidae                                                    |
|  |                                                                  |

|  | Dermatemydidae |
|  |                |
|  | Kinosternidae  |
|  |                |

| Dermochelyidae |
|                |
| Cheloniidae    |
|                |

|  | Chelydridae                                                      |
|  |                                                                  |
|  | \| \| Dermatemydidae \| \| \| \| \| \| Kinosternidae \| \| \| \| |
|  |                                                                  |
|  | Dermatemydidae                                                   |
|  |                                                                  |
|  | Kinosternidae                                                    |
|  |                                                                  |

|  | Dermatemydidae |
|  |                |
|  | Kinosternidae  |
|  |                |

| Dermochelyidae |
|                |
| Cheloniidae    |
|                |

| Carettochelyidae |
|                  |
| Trionychidae     |
|                  |